# Парчевский, Пётр
Пётр Парчевский (1598 — 6 декабря 1658) — религиозный и государственный деятель Великого княжества Литовского, Королевский секретарь, епископ жемайтийский (1649—1659) и смоленский (1636—1649).

## Биография
Шляхтич герба Наленч. Происходил из православной семьи. После перехода в католицизм вступил в Виленскую семинарию и был отправлен в папскую семинарию в  Бранево. Продолжил обучение в Виленской академии, где в 1622 году получил степень магистра вольных наук и философии. Получил звание доктора богословия, был рукоположенный в священники.
В 1628 году стал пробстом в Стародубе.
В 1630 году назначен администратором Смоленской епархии и Смоленским архидьяконом.
Во время Польско-русской войны (1632—1634) остался в осаждённом Смоленске.
Позже епископ Пётр отправился в Рим, чтобы получить папское одобрение новой епархии в Смоленске, состоявшееся 1 сентября 1636 года. Через несколько дней Парчевского освятил в епископы кардинал Джованни Баттиста Памфил, ставший папой Иннокентием X в 1644 году.
В должности епископа Смоленского Парчевский увеличил количество приходов в своей епархии и способствовал созданию Смоленского капитула, провёл епархиальный синод.
В 1649 году был переведён в Жемайтию Жемайтийское епископство и назначен пробстом Геранионским.
Во время шведского военного вторжения 18 августа 1655 г. подписал акт о сдаче Великого княжества Литовского шведскому королю Карлу X Густаву.
20 октября подписал акт Шведско-литовской унии, по которому Великое княжество литовское должно было выйти из союза с Польским королевством, чтобы присоединиться к Швеции на конфедеративных правах.
В 1635 году Владислав IV Ваза назначил его первым епископом Смоленским.